# Pniewo (województwo podlaskie)
Pniewo – wieś w Polsce, położona w województwie podlaskim, w powiecie łomżyńskim, w gminie Łomża.
Wierni kościoła rzymskokatolickiego należą do parafii św. Wojciecha Biskupa i Męczennika w Puchałach.

## Historia
Wieś szlachecka położona była w drugiej połowie XVI wieku w powiecie łomżyńskim ziemi łomżyńskiej. W latach 1921–1939 wieś i folwark leżał w województwie białostockim, w powiecie łomżyńskim, w gminie Puchały.
Według Powszechnego Spisu Ludności z 1921 roku zamieszkiwało:
- folwark – 166 osób, 162 było wyznania rzymskokatolickiego, 4 prawosławnego. Jednocześnie 161 mieszkańców zadeklarowało polską przynależność narodową, 5 rosyjską. Było tu 8 budynków mieszkalnych
- wieś – 644 osoby, 640 było wyznania rzymskokatolickiego, 4 mojżeszowego. Jednocześnie wszyscy mieszkańców zadeklarowali polską przynależność narodową. Było tu 77 budynków mieszkalnych[9].

Miejscowość należała do parafii rzymskokatolickiej w m. Puchały. Podlegała pod Sąd Grodzki w Zambrowie i Okręgowy w Łomży; właściwy urząd pocztowy mieścił się w m. Czerwony Bór.
W wyniku napaści ZSRR na Polskę we wrześniu 1939 miejscowość znalazła się pod okupacją sowiecką. Od czerwca 1941 roku pod okupacją niemiecką. Od 22 lipca 1941 do 1945 włączona w skład Landkreis Lomscha, Bezirk Bialystok III Rzeszy.
W lesie koło wsi w latach 1941–1943 Niemcy dokonywali masowych egzekucji na Żydach i Polakach. W masowych grobach spoczywa ok. 300–400 osób.
W latach 1975–1998 miejscowość administracyjnie należała do województwa łomżyńskiego.

## Integralne części wsi
| SIMC    | Nazwa     | Rodzaj    |
| ------- | --------- | --------- |
| 0400923 | Męczydół  | część wsi |
| 0400930 | Puchalska | część wsi |
| 0400946 | Stegny    | część wsi |
| 0400952 | Stoczek   | część wsi |
| 0400969 | Utrata    | część wsi |

## Budynki użyteczności publicznej
- Szkoła podstawowa im. Rodziny Jabłońskich
- Gminny Ośrodek Kultury
- Boisko Orlik 2012
- Biblioteka publiczna
- Remiza Ochotniczej Straży Pożarnej